# Hájek (stacja kolejowa)
Hájek – stacja kolejowa w Hájku, w kraju karlowarskim, w Czechach. Znajduje się na wysokości 450 m n.p.m.
Jest zarządzana przez Správę železnic. Na stacji nie ma możliwości zakupu biletów, a obsługa podróżnych odbywa się w pociągu.

## Linie kolejowe
- 140 Chomutov - Karlovy Vary - Cheb